# Triphleba crassineura
Triphleba crassineura är en tvåvingeart som först beskrevs av Malloch 1914.  Triphleba crassineura ingår i släktet Triphleba och familjen puckelflugor.
Artens utbredningsområde är Costa Rica. Inga underarter finns listade i Catalogue of Life.